# Geschiedenis van de luchtvaart

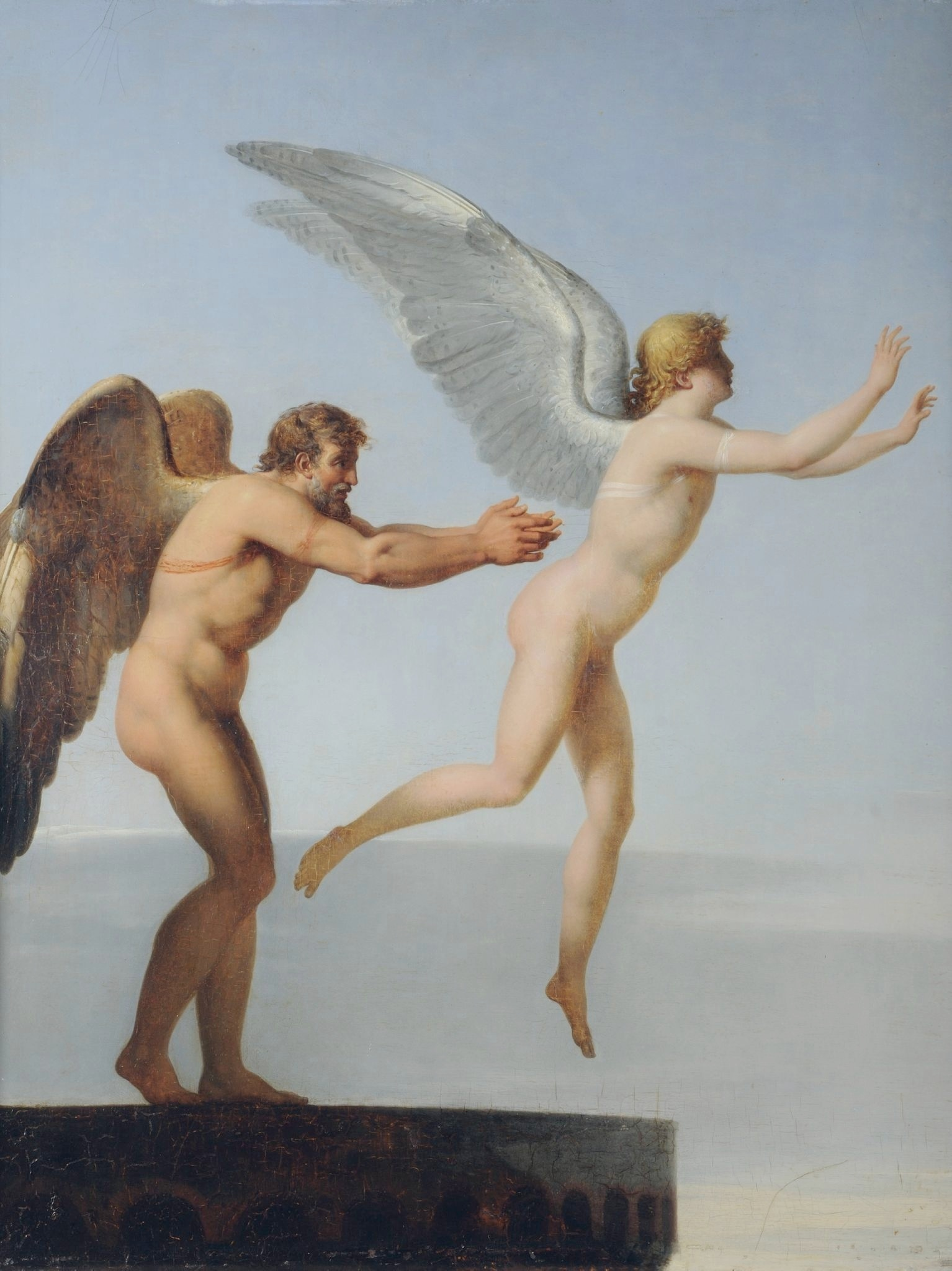
Daedalus en Icarus. Schilderij uit 1799 van Charles Paul Landon (1761-1826). De mens had al in de oudheid het verlangen te kunnen vliegen, zoals blijkt uit de legende van Daedalus en Icarus. Daedalus zat gevangen op het eiland Kreta en om te kunnen ontsnappen bouwde hij met behulp van veren en was vleugels voor zichzelf en zijn zoon.

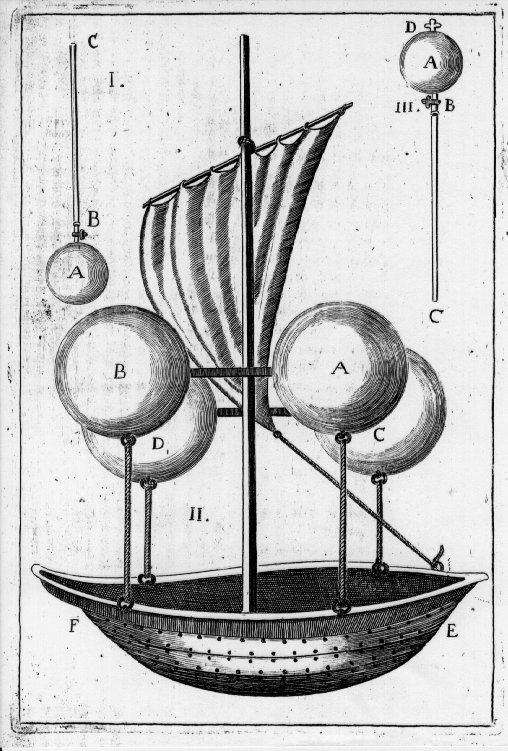
Het luchtschip van Francesco Lana de Terzi (1670)

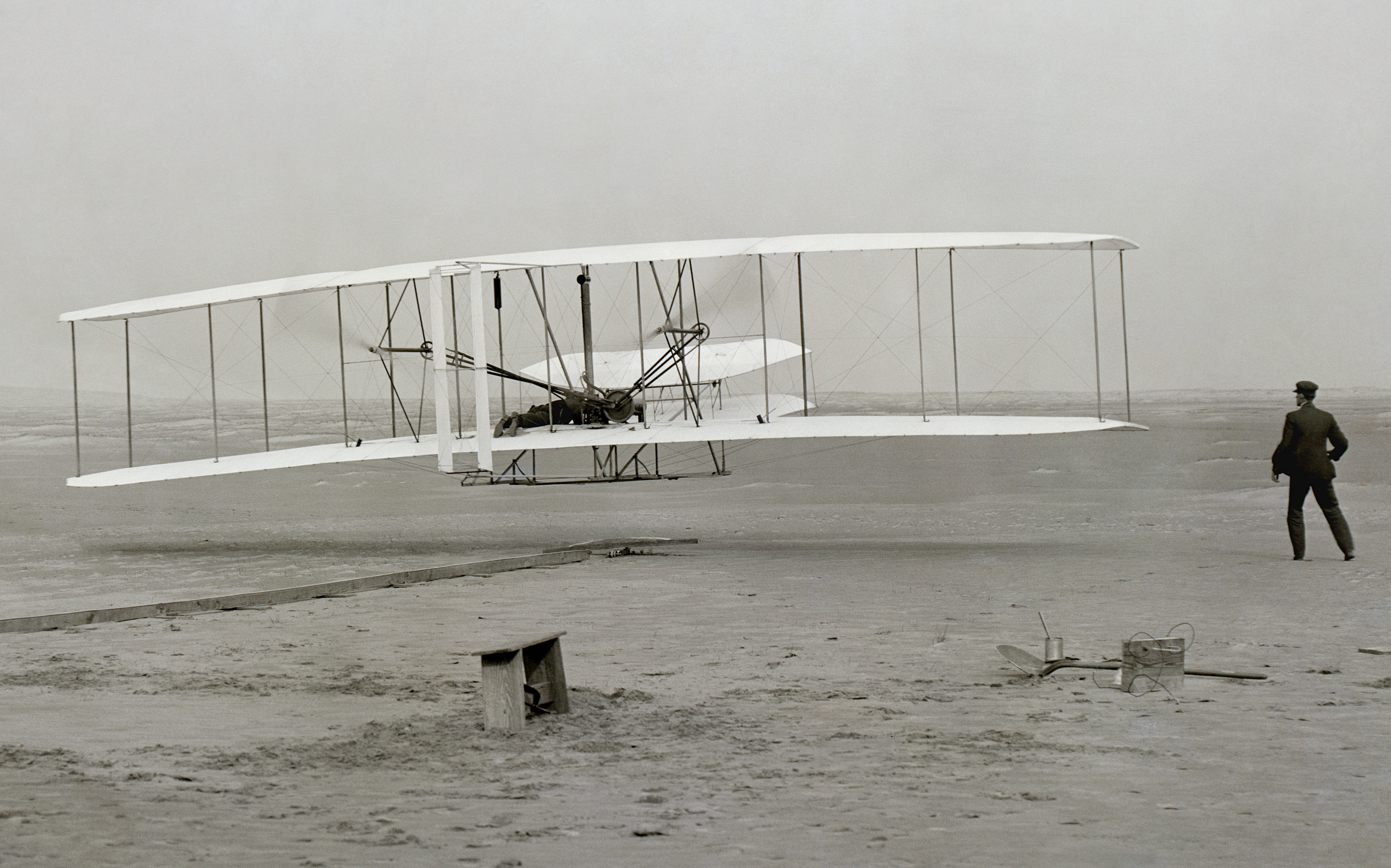
De Wright Flyer in 1903

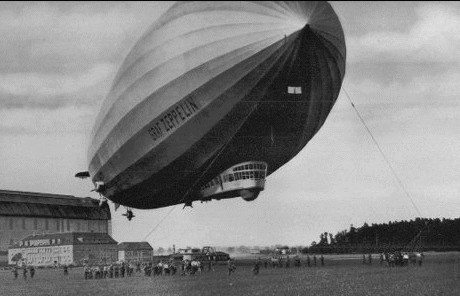
Het luchtschip LZ127 "Graf Zeppelin" (datum onbekend)

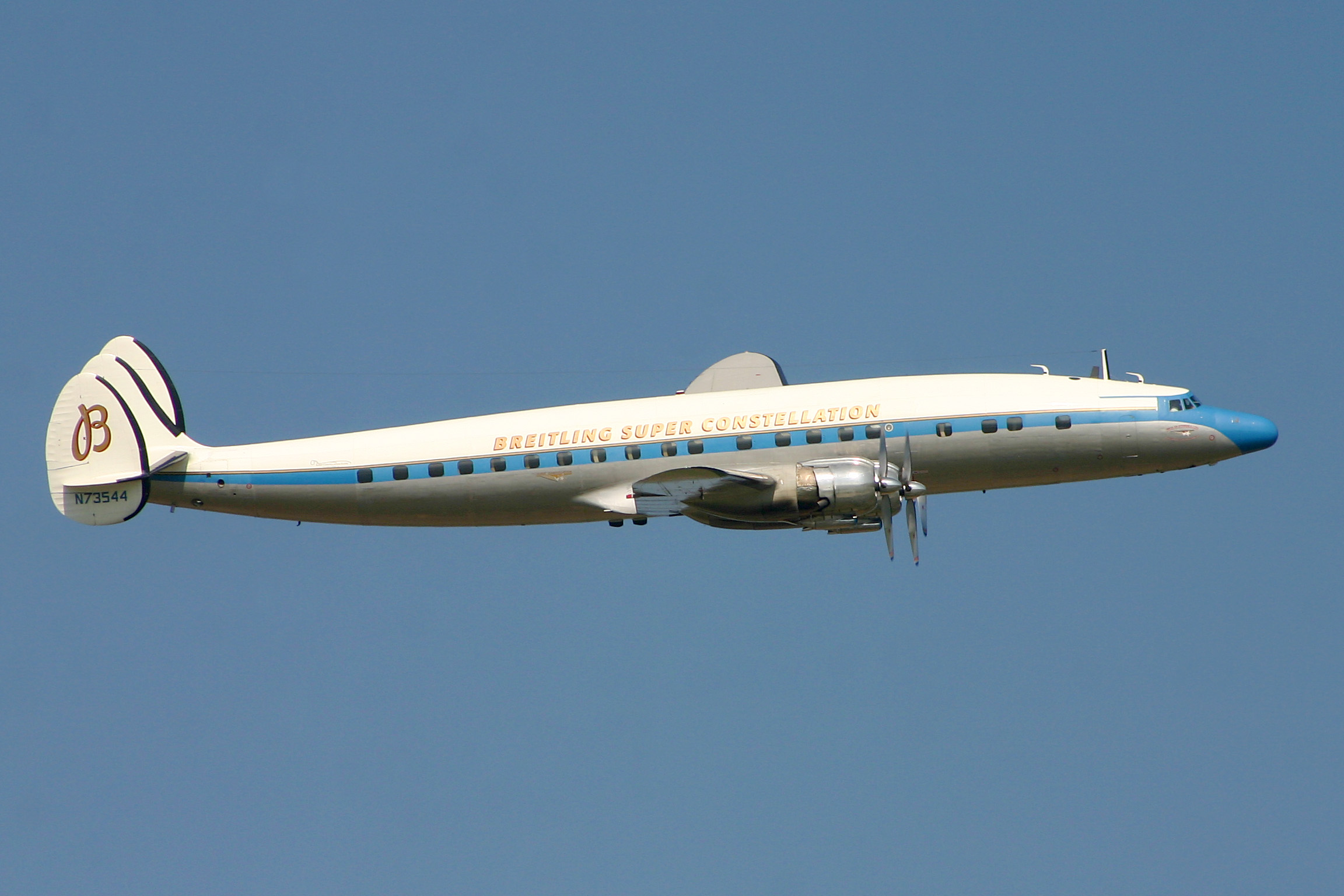
Een in 1955 gebouwde en door propellers voortgestuwde Lockheed L-1049 Super Constellation (2004)

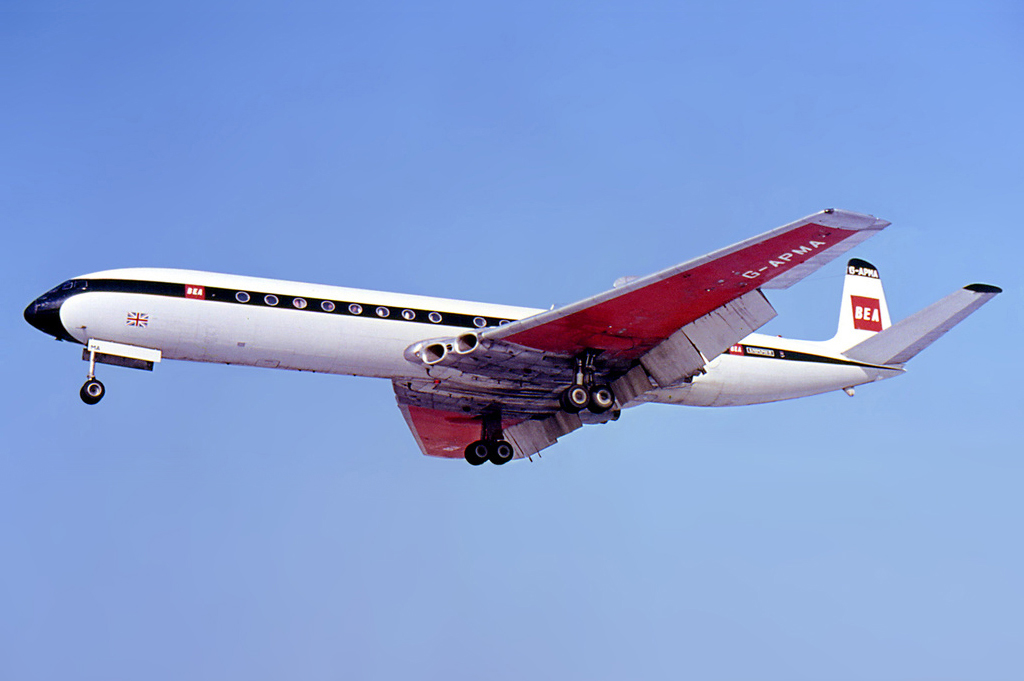
Een De Havilland Comet, het eerste commerciële straalvliegtuig (1969)

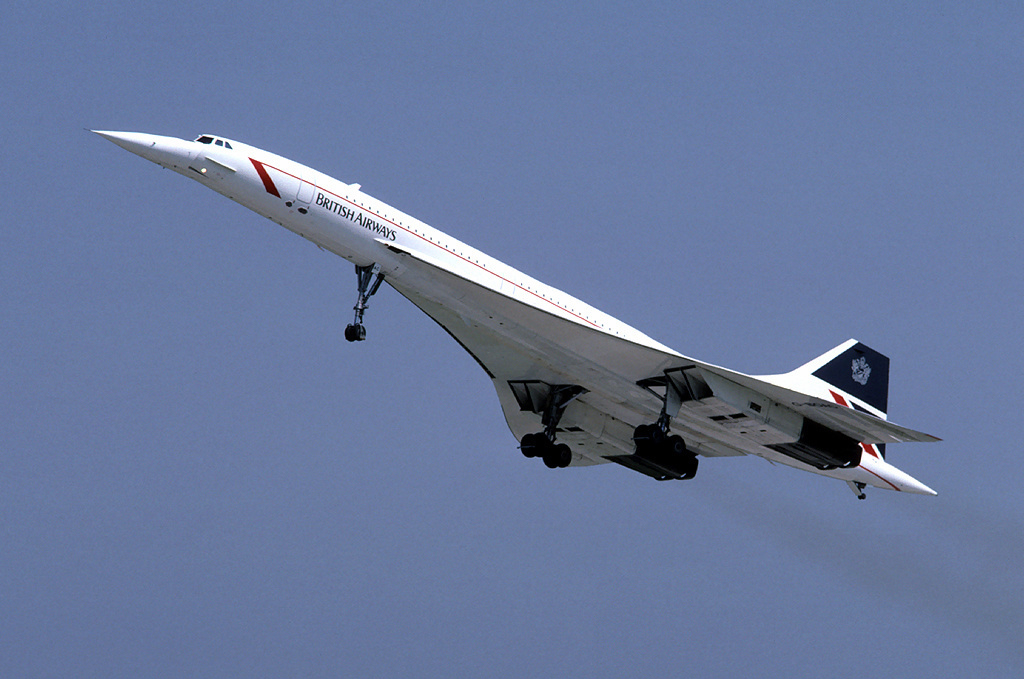
Een Concorde van British Airways (1986)

De geschiedenis van de luchtvaart begint in feite in de 15e eeuw, toen Leonardo da Vinci op papier iets ontwierp wat op een vliegtuig leek. In totaal heeft Da Vinci ongeveer 400 schetsen van toestellen gemaakt waarmee hij wilde proberen de lucht in te komen. Da Vinci heeft een aantal pogingen gedaan, maar hij heeft nooit gevlogen. Omdat hij niets publiceerde, beïnvloedde hij de ontwikkeling van de luchtvaart uiteindelijk niet.
Met de ontwikkeling van een wetenschappelijk wereldbeeld in de zeventiende eeuw ontstonden ook de eerste natuurkundig onderbouwde ideeën voor een luchtschip. De Italiaanse jezuïet Francesco Lana de Terzi publiceerde in 1670 het invloedrijke boek Prodromo dell'Arte Maestra. Hij lanceerde daarin het idee om een schip te bouwen dat lichter zou zijn dan lucht. Geïnspireerd door Von Guerickes experiment met de Maagdenburger halve bollen wilde Lana zo'n schip realiseren door aan een zeilbootje enkele vacuüm bollen te bevestigen. Tot een praktische uitvoering van het plan kwam het niet, maar zijn boek inspireerde latere luchtvaartpioniers tot de uitvinding van de luchtballon.

## De eerste vluchten
In 1783 vond de eerste ballonvlucht plaats met een heteluchtballon, die montgolfière werd genoemd, naar de uitvinders de gebroeders Montgolfier.
Clément Ader bouwde een mechanische vliegende vos na met een stoommotor en noemde die de Eole. Op 9 oktober 1890 vloog hij er 50 meter ver mee. Omdat zijn tuig crashte, werd dit niet als eerste vlucht beschouwd.
In 1891 lukte het Otto Lilienthal voor het eerst een glijvlucht uit te voeren. Hij stond daarmee aan de wieg van het zweefvliegen. Hij bewees na veel mislukte pogingen dat het mogelijk was te drijven op de lucht, maar verder dan zo'n tweehonderd meter kwamen hij en zijn opvolgers niet. Om verder te komen was iets anders nodig, namelijk een motor die in de lucht kon worden gebracht. De stoommotor was er wel, maar kon niet worden meegenomen. Hij was van zichzelf al zwaar en had ook nog eens kolen en water nodig. Er waren echter Fransen en Duitsers aan het werk met een nieuwe uitvinding: de benzinemotor. Al rond 1885 werd zo’n motor gebruikt om karren, koetsen en fietsen mee te laten bewegen. Intussen werd ook gewerkt aan modernere luchtballonnen, die niet opstegen omdat ze gevuld waren met hete lucht, maar in plaats daarvan met gas dat lichter is dan lucht (zoals helium).

### Zeppelins
Ferdinand Graf von Zeppelin bouwde in 1900 zijn zeppelin, een supergrote sigaar, gevuld met gas en bedoeld om aan een lang touw in de lucht te hangen. Die zou in de volgende paar decennia worden gebruikt zodat de Duitsers, hoog in de lucht, de Fransen konden zien aankomen in tijd van oorlog. Maar als het niet te hard waaide, kon men er ook mee vliegen. Er werden motoren aangehangen en er werden lijndiensten mee geopend op Amerika. Overigens bestaan er tegenwoordig vergevorderde plannen om weer dergelijke grote luchtschepen te bouwen.

## Ontwikkelingen in vogelvlucht
De gebroeders Wright uit de Verenigde Staten waren twee van de pioniers die gemotoriseerde vluchten wilden maken. Hun Wright-Flyer was het eerste gemotoriseerde vliegtuig dat een gecontroleerde vlucht maakte. Dat gebeurde op 17 december 1903 op het strand van Kitty Hawk in de Amerikaanse staat North Carolina. Het toestel was het ontwerp van de twee broers Orville en Wilbur Wright en woog maar 340 kg. De eerste vlucht duurde 12 seconden en bereikte een afstand van 120 voet (afgerond 37 meter). Later die dag maakten ze nog enkele vluchten en kwamen tot 260 meter in ongeveer één minuut.
Boven Europa maakte de Braziliaan Alberto Santos-Dumont drie jaar later, op 13 september 1906, de eerste gemotoriseerde én gecontroleerde vlucht.
De Fransman Louis Blériot was in 1909 de eerste die het lukte om met een vliegtuig het Kanaal over te steken.
Het eerste volledig metalen vliegtuig was de Junkers J 1. Het vloog in 1915.
John Alcock en Arthur Whitten Brown maakten in 1919 de eerste non-stop vlucht over de Atlantische Oceaan.
De Amerikaan Charles Lindbergh was in 1927 de eerste piloot die solo en non-stop over de Atlantische Oceaan vloog.
De eerste helikopter waarvan bekend is dat hij echt opsteeg werd gebouwd in 1907 door Paul Cornu in Frankrijk, maar de eerste praktisch bruikbare helikopter was de Focke-Wulf Fw 61 (Duitsland, 1936).

## Massaproductie in de luchtvaart
Vliegtuigen ontwikkelen kostte veel geld, iets wat een probleem vormde voor veel uitvinders. In de jaren rond 1910, naar aanleiding van verschillende oorlogen, gingen regeringen van oorlogvoerende landen investeren in de ontwikkeling van betere vliegtuigen. Vliegtuigen zouden de doorbraak kunnen zijn om een moderne oorlog te winnen. De luchtvaart werd gebruikt om vanuit de lucht de vijandelijke legers in kaart te kunnen brengen. Dankzij het geld dat beschikbaar kwam, kon veel geoefend worden en kwamen er steeds snellere vliegtuigen, die ook steeds verder konden vliegen.

## De groei van de luchtvaart
Er werd sneller gevlogen en verder. Steeds vaker probeerde iemand de eerste te zijn die bijvoorbeeld naar Londen of Parijs vloog, de eerste over de oceaan of als eerste naar de andere kant van de wereld.
Het aantal vliegtuigongelukken was in het begin echter nog erg groot, vooral als gevolg van motorstoringen. Er waren dan ook nog veel kinderziekten van de vliegtuigmotoren te overwinnen.
Nederland heeft een belangrijke rol gespeeld in de ontwikkeling van de burgerluchtvaart. Dat begon kort na de eerste luchtvaarttentoonstelling in 1919 in Amsterdam, toen Albert Plesman de KLM oprichtte. Zijn vliegtuigen werden geleverd door een andere bekende luchtvaartpionier, Anthony Fokker. Het eerste KLM-vliegtuig was een Fokker F.II-passagierstoestel. In 1927 startte de eerste passagiersverbinding van Amsterdam naar Batavia, de hoofdstad van het toenmalige Nederlands Oost-Indië (nu Indonesië), waarvoor de Fokker F.XII werd gebouwd. In 1934 wonnen de Nederlanders een race naar Melbourne in Australië met de Uiver.
In België richtte Georges Nélis op 31 maart 1919 met de steun koning Albert I de SNETA (Syndicat National d'Etude du Transport Aérienne) op. Op 23 mei 1923 werd de opvolger Sabena (Société Anonyme Belge d'Exploitation de la Navigation Aérienne) door de Belgische Staat opgericht. De eerste vlucht van Sabena werd op 23 mei 1923 uitgevoerd, het ging om een vrachtvlucht tussen Brussel en het Britse Lympne.

## Het straaltijdperk
Tot in de Tweede Wereldoorlog werd alles gedaan om vliegtuigen sneller en groter te maken, zodat er meer mensen en dingen mee konden worden vervoerd. Sneller ging het echter niet meer. Bovendien bleek de lucht op grotere hoogte te ijl te zijn om er met behulp van propellers te kunnen vliegen. Door de uitvinding van de straalmotor konden beide grenzen worden verlegd. Oorspronkelijk was die bedoeld voor militaire vliegtuigen, maar later werd de straalmotor ook gebruikt om passagiersvliegtuigen mee voort te stuwen.
De Duitsers hadden de Heinkel He 178 in augustus 1939, ontworpen door Hans von Ohain, de Britten hadden de Gloster E.28/39 in september 1939, die door Frank Whittle was ontwikkeld.
Vanaf 1944 kwamen de eerste militaire straalvliegtuigen, die ervoor zorgden dat men in plaats van 500 tot 600 km/h wel kon vliegen met een snelheid van bijna 2000 km/h.
Het eerste straalvliegtuig dat werd gebruikt voor het vervoer van personen was op 9 januari 1951 de De Havilland Comet. De eerste lijnvlucht werd uitgevoerd op 2 mei 1952 door de Britse vliegmaatschappij BOAC.
Sabena nam als eerste Europese maatschappij de Douglas DC-6 in dienst. In januari 1956 bestelde Sabena in totaal twintig Boeing 707-320-vliegtuigen, die in 1960 in dienst werden genomen voor vluchten naar New York.
In 1960 betrad ook de KLM het straaljagertijdperk met een Douglas DC-8, registratie PH-DCA, vernoemd naar Albert Plesman. Dit toestel vloog de eerste rechtstreekse luchtverbinding tussen Amsterdam en New York in ongeveer zeven uur.

## Supersonisch
De Bell X-1 was het eerste vliegtuig dat in een gecontroleerde horizontale vlucht de geluidsbarrière doorbrak. Dit gebeurde op 14 oktober 1947 met het toestel #46-062, dat werd gevlogen door kapitein Charles 'Chuck' Yeager van de US Air Force. Het raketaangedreven vliegtuig werd gelanceerd vanaf de buik van een speciaal aangepaste B-29 en gleed naar een landing op een landingsbaan. Tijdens de vlucht werd een snelheid van 1.078 km/h bereikt.
De Tupolev Tu-144 die op 31 december 1968 werd getest, was het eerste supersonische passagiersvliegtuig ter wereld. De eerste reguliere vlucht met dit toestel werd echter pas uitgevoerd op 26 december 1975 en in november 1977 gingen voor het eerst passagiers mee.
Op 21 januari 1976 werden met Concordes de eerste commerciële vluchten door een supersonische passagiersvliegtuig uitgevoerd, van Parijs naar Rio de Janeiro en van Londen naar Bahrein. Vanuit Parijs en Londen werd tot eind 2003 met de Concorde op New York gevlogen. Met dat vliegtuig duurde de vlucht naar New York slechts drie uur.

## Zonne-energie
Op 13 mei 2011 voerde het door zonne-energie aangedreven vliegtuig de Solar Impulse een geslaagde testvlucht uit van Zwitserland naar Zaventem.

## Waterstofvliegtuig
De eerste test met waterstofvliegtuigen werden uitgevoerd door de Russische vliegtuigbouwer Toepolev eind de jaren 80. In 2016 deed de DLR HY4, een passagierstoestel ontworpen door het Deutsches Zentrum für Luft- und Raumfahrt een geslaagde vlucht.

## Media
- Een vlucht van de gebroeders Wright in Italië in 1907 (00:32, zonder geluid)
- Amerikaans filmverslag uit 1945 met beelden van eerste vluchten in de periode 1908-1919 (01:22, Engelstalig)
- De verbetering van het Nederlands hoogterecord (tot 9587 m) in 1938 (00:52, zonder geluid)
- Polygoonjournaal uit 1949 over de verbetering van het Nederlands snelheidsrecord in de lucht (tot 955 km/u) met een Gloster Meteor (02:42)